# Azdarchy
Azdarchy (Azhdarchidae) – rodzina pterozaurów, których nazwa wywodzi się od nazwy smoka w uzbeckiej mitologii. Zaliczały się do nich jedne z największych latających stworzeń, jakie kiedykolwiek zamieszkiwały naszą planetę.
Miały one długie nogi i niezwykle długie szyje - zbudowane z wydłużonych kręgów, kolistych w przekroju. Większość gatunków z tej rodziny znana jest jedynie z tychże oryginalnych kręgów, nie zachowały one po sobie żadnych innych odkrytych pozostałości. Tylko kilka z nich pozostawiło po sobie dość dobrze zachowane szkielety, m.in. Zhejiangopterus i kecalkoatl – jeden z bardziej znanych pterozaurów, którego nazwa też wywodzi się z mitologii, tym razem indiańskiej. Dzięki temu wiemy, że gady te miały również pokaźne głowy oraz przypominające ostrza szczęki.

## Pożywienie
Niegdyś sugerowano, iż stworzenia te pożywiały się tak, jak czynią to niektóre dzisiejsze ptaki, np. brzytwodzioby. Według tej hipotezy azdarchy mogły latać ze szczęką zanurzoną w wodzie, wyławiając z niej ryby, czy inne niewielkich rozmiarów zwierzęta. Późniejsze badania nie potwierdziły jej jednak, wskazując, że pterozaury te nie posiadały wystarczających przystosowań do polowania w taki sposób. Nogi i stopy azdarchidów były znacznie lepiej niż u innych pterozurów przystosowane do chodzenia po stałym lądzie. W Korei odnaleziono również tropy przypisywane przedstawicielom tej rodziny. Długie dzioby mogły służyć do chwytania niewielkich zwierząt, dlatego też obecnie uważa się, że azdarchidy prowadziły tryb życia podobny do dzisiejszych bocianów.

## Występowanie
Zwierzęta te żyły w późnej kredzie na terenie dzisiejszej Azji, Ameryki Północnej oraz Afryki.

## Systematyka
Pierwotnie umieszczone w rodzinie pteranodontów rodzaje azdarcho, kecalkoatl i titanopteryks (obecnie Arambourgiania) włączone zostały przez Nessowa najpierw do podrodziny Azhdarchinae, która dopiero później podniesiona została do rangi osobnej rodziny.
Choć sugerowano, że najbliższymi ich krewnymi były ktenochasmatydy takie jak pterodaustro – dziś uważa się, że są one znacznie bliżej spokrewnione z takimi rodzajami jak tupuksuara czy Tapejara.

## Rodzaje
- Aralazhdarcho
- Arambourgiania
- Azhdarcho
- Bakonydraco
- Hatzegopteryx
- Montanazhdarcho
- Phosphatodraco
- Quetzalcoatlus
- Zhejiangopterus

W niektórych klasyfikacjach włączane są także rodzaje:
- Bennettazhia
- Bogolubovia
- Dorathorynchus
- Eoazhdarcho